# Apethorpe
Apethorpe is een civil parish in het bestuurlijke gebied East Northamptonshire, in het Engelse graafschap Northamptonshire met 160 inwoners.